# ITV Brasil
ITV Brasil é uma emissora de televisão brasileira sediada no município de Itatiba, no estado de São Paulo. Opera no canal 50 UHF digital.

## História
No dia 1 de novembro de 2000 ocorreu a primeira transmissão da primeira emissora de televisão da cidade de Itatiba, na Região Metropolitana de Campinas. Naquele dia, a emissora exibiu o primeiro telejornal, apresentado por Beto Dias, que passou a ser diário, e está no ar até os dias de hoje com o nome de ITV Jornal. Na época, o sistema de transmissão era o S-VHS, que era o sucessor do VHS, e que tinha uma melhor qualidade de imagem, além de contar com vários equipamentos profissionais. Com o tempo, a tecnologia foi mudando: do S-VHS, mudou para o Betacam; do Betacam, mudou para o DVCAM, até chegar à época do cartão de memória, além da mudança do nome TV Itatiba para ITV Brasil, e da criação do Diárioi, o portal de notícias da emissora.

## Programas
Além de retransmitir a programação Independente, a ITV Brasil produz os seguintes programas:
- Bom de Pesca
- Cine Cultura
- ITV Jornal com apresentação de Beto Dias e reportagens
- Mais Saúde
- Prime Life
- Show Vip

Programas antigos
- Box Cultural
- Destaque
- ShopTV
- Somzera
- Sport Outside
- Youngers